# 金龍寺 (福岡市)

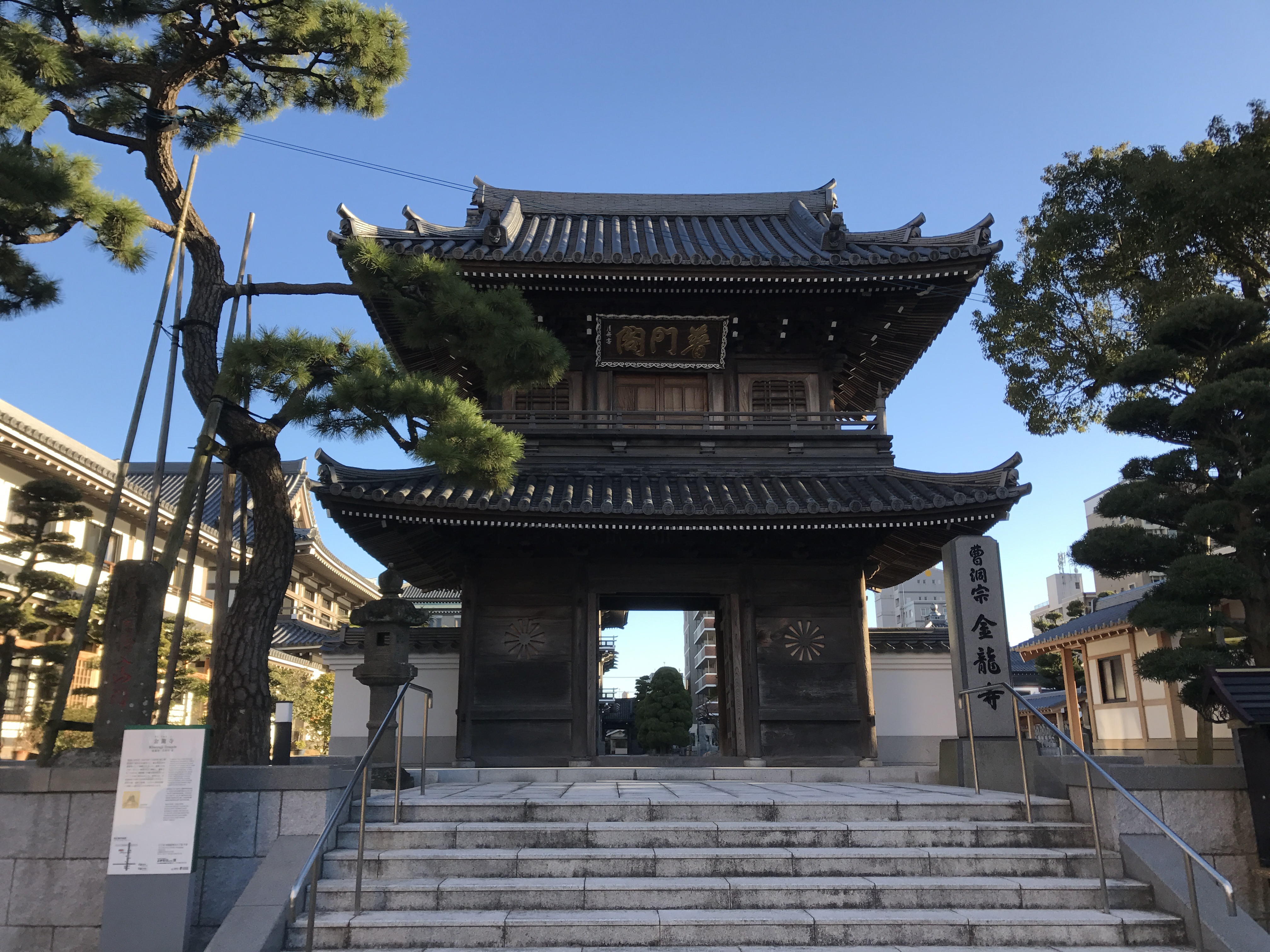
仁王門

金龍寺（きんりゅうじ）は、福岡県福岡市中央区にある曹洞宗の寺院。山号は耕雲山。本尊は釈迦如来。

## 歴史
この寺は、1508年（永正5年）、原田興種が現在の糸島市高祖の地に建立したのに始まり、江戸時代において荒戸山に移された後、現在地に移ったのは1647年（延享4年）のことである。

## 墓所
- 貝原益軒夫妻の墓

## 所在地
- 福岡県福岡市中央区今川2-3

座標: 北緯33度35分09秒 東経130度21分52秒 / 北緯33.58583度 東経130.36444度